# Mikuláš Dzurinda
Mikuláš Dzurinda (ur. 4 lutego 1955 w Spišským Štvrtoku) – słowacki polityk, premier Słowacji (1998–2006), przewodniczący Słowackiej Unii Chrześcijańskiej i Demokratycznej – Partii Demokratycznej, w latach 2010–2012 minister spraw zagranicznych w rządzie Ivety Radičovej.

## Życiorys

### Wykształcenie i praca zawodowa
Ukończył ekonomię w wyższej szkole transportu i komunikacji w Żylinie (przekształconej później w Uniwersytet Żyliński). Po studiach pracował na kolei jako specjalista od technik informacyjnych.

### Działalność polityczna do 1998
Działalność polityczną rozpoczął w 1990 jako jeden z założycieli Ruchu Chrześcijańsko-Demokratycznego. W pierwszych demokratycznych wyborach w Czechosłowacji w tym samym roku został wybrany na deputowanego. W 1991 objął stanowisko ministra transportu i poczty w słowackim rządzie. W 1992 uzyskał mandat posła do słowackiej Rady Narodowej (reelekcja w 1994 i 1998). W parlamencie pracował w komisji budżetowej i finansów. W rządzie Jozefa Moravčíka (marzec-październik 1994) był ministrem transportu, poczt i robót publicznych. Po wyborach z 1994, wygranych przez ugrupowanie Vladimíra Mečiara, powrócił do opozycji.
W 1997 został rzecznikiem opozycyjnego porozumienia partii politycznych, które zawiązały Ruch Chrześcijańsko-Demokratyczny (KDH), Partia Demokratyczna (DS), Unia Demokratyczna (DU), Socjaldemokratyczna Partia Słowacji (SDSS) oraz Partia Zielonych na Słowacji (SZS) pod nazwą Słowacka Koalicja Demokratyczna (SDK). W 1998 stanął na czele tej koalicji,

### Premier Słowacji
Mikuláš Dzurinda został mianowany premierem po raz pierwszy w październiku 1998 jako przewodniczący SDK. Ugrupowaniu temu udało się zbudować wokół siebie koalicję, która odsunęła od władzy HZDS. Pod jego rządami Słowacja została zaproszona do grupy państw negocjujących wstąpienia do Unii Europejskiej i NATO. Rząd przeprowadził reformy wprowadzone, które spowodowały m.in. przystąpienie Słowacji do Organizacji Współpracy Gospodarczej i Rozwoju we wrześniu 2000, wejście w końcową fazę negocjacji z Unią Europejską oraz wzrost inwestycji zagranicznych w kraju. W styczniu 2000 urzędujący premier w ramach SDK założył nową partię polityczną – Słowacką Unię Demokratyczną i Chrześcijańską, do której przystąpiła również Unia Demokratyczna.
W kolejnych wyborach w 2002 (wygranych ponownie przez HZDS) również został wybrany na posła. Utrzymał stanowisko premiera na drugą kadencję, współtworząc koalicję udziałem Partii Węgierskiej Koalicji, KDH i ANO. W listopadzie 2002 Słowacja wraz z innymi sześcioma państwami została zaproszona do udziału w strukturach NATO, a jej akcesja nastąpiła w marcu 2004. W grudniu 2002 zakończono negocjacje z Unią Europejską, której członkiem Słowacja stała się 1 maja 2004.
W 2006 po przyłączeniu się do jego ugrupowania Partii Demokratycznej stanął na czele SDKÚ-DS.

### Działalność od 2006
W wyborach w 2006 centroprawicowa koalicja poniosła porażkę i znalazła się w opozycji. Mikuláš Dzurinda utrzymał mandat poselski, który sprawował do 2010, nie ubiegając się wówczas o poselską reelekcję. W lipcu tego samego roku został ministrem spraw zagranicznych w nowo powołanym rządzie Ivety Radičovej, funkcję tę pełnił do kwietnia 2012. W wyniku wyborów w tym samym roku ponownie wybrany do parlamentu. Również w 2012 na czele partii zastąpił go Pavol Frešo. W 2014 Mikuláš Dzurinda zrezygnował z członkostwa w SDKÚ-DS.
W 2023 został jednym z liderów formacji Modrá koalícia (powstałej z przemianowania partii SPOLU), jednak wkrótce wycofał się z tej inicjatywy.

## Życie prywatne
Mikuláš Dzurinda jest żonaty, ma dwie córki. Uprawiał lekkoatletykę (biegi długodystansowe) – ukończył kilkadziesiąt maratonów. Uczestnik zawodów weteranów.

## Wyróżnienia
- Tytuł „Człowieka Roku” 2002 Forum Ekonomicznego[9]